# Josef Than
Josef Than (* 26. Juli 1903 in Wien, Österreich-Ungarn; † 2. Dezember 1985 in Los Angeles, Vereinigte Staaten) war ein österreichischer Drehbuchautor und Filmproduzent.

## Leben
Than kam nach einem abgeschlossenen Hochschulstudium (Promotion) im Alter von 23 Jahren zum deutschen Film als Drehbuchautor (Das süße Mädel). Anfänglich, 1926/27, arbeitete Than regelmäßig mit dem Kollegen Ludwig von Wohl zusammen, oftmals bei Inszenierungen Manfred Noas. Später kooperierte Than auch mit der Kollegin Jane Beß. Bis 1933 lieferte Than, oft in Zusammenarbeit mit dem Kollegen Johannes Brandt, vor allem Drehbücher für eine Reihe von überwiegend leichtgewichtigen Tonfilmen, nach der Machtübernahme durch die Nationalsozialisten nur noch ungenannt.
Than hatte 1931 die Produktionsfirma ABC-Film gegründet und war in dieser Zeit auch als Produktionsleiter aktiv. Aufgrund seines jüdischen Glaubens erhielt Than ab 1933 keine Gelegenheit mehr, als Autor für den Film zu arbeiten. Seine Mitarbeit an dem 1933 hergestellten Streifen Heimkehr ins Glück blieb ungenannt. Er kehrte daraufhin mit seiner Frau, der (katholischen) Schauspielerin Grit Haid, 1934 in beider Heimatstadt Wien zurück und gründete dort die ABC-Film neu. Außerdem beteiligte er sich – ungenannt – an Manuskripten zu zwei österreichischen Kinoinszenierungen Erich Engels (Hohe Schule und Nur ein Komödiant). Bis zum Frühjahr 1938 reisten er und seine Frau kreuz und quer durch Europa, den Bühnenverpflichtungen Grit Haids folgend. Nach ihrem Tod bei einem Flugzeugabsturz nahe dem Schwarzwald und infolge des Anschluss Österreichs übersiedelte Josef Than nach Paris. Dort schrieb er, zusammen mit dem Regisseur Abel Gance, 1939 das Drehbuch zu dem Film Paradis perdu, eine Inszenierung Gances.
Bei Kriegsausbruch wurde Than in den französischen Arbeitsdienst eingezogen. Als er im Juni 1940, beim Vormarsch der Wehrmacht, zwei verwundete französische Soldaten mit dem Fahrrad aus den deutschen Linien herausholte, wurde Than mit dem Croix de guerre ausgezeichnet. Nach der deutschen Besetzung des Landes musste Than untertauchen, im Sommer 1941 gelang ihm via Sevilla die Flucht in die USA. Dort schloss er sich zunächst der California State Guard an. In Hollywood erstellte Than 1943 ein Treatment und entwarf mehrere Storyvorlagen. Für die Vorlage zu None Shall Escape (1943) wurde er 1945 für den Oscar nominiert. Ab 1945 konnte Than auch wieder Drehbücher (Trügerische Leidenschaft) schreiben, später meist ohne Namensnennung im Vorspann (wie bei Gene Kellys Der Pirat).
Anfang der 50er Jahre kehrte Than, seit 1946 US-Staatsbürger, nach Europa zurück und ließ sich in Neuilly-sur-Seine nieder. Mit dem Kollegen Jacques Companéez schrieb er 1954 das Drehbuch zur bundesdeutschen Produktion Meine Schwester und ich und zur deutsch-französischen Koproduktion Zwischenlandung in Paris. Bei der deutschen Fassung dieses Films, in der Heinz Rühmann mitwirkte, führte er überdies Dialogregie. In den 60er Jahren kehrte Joseph Than nach Los Angeles zurück und erstellte minimale Drehbuchbeiträge für Fernsehserien wie Tennisschläger und Kanonen und Hawaii Fünf-Null.
Than war in zweiter Ehe mit der 13 Jahre jüngeren Marina Novikova verheiratet. Sie überlebte ihn um achteinviertel Jahre.

## Drehbücher
- 1926: Das süße Mädel
- 1926: Gauner im Frack
- 1927: Unter Ausschluß der Öffentlichkeit
- 1927: Die Achtzehnjährigen
- 1927: Glanz und Elend der Kurtisanen
- 1928: Der Präsident
- 1928: Ein Mädel mit Temperament
- 1928: Das Spiel mit der Liebe
- 1931: Schön ist die Manöverzeit (auch Produktion)
- 1931: Der Draufgänger (auch Produktionsleitung)
- 1932: Unter falscher Flagge
- 1932: Fürst Seppl
- 1932: Die Zwei vom Südexpreß
- 1933: Drei Kaiserjäger (nur Herstellungsleitung)
- 1933: Heimkehr ins Glück (ungenannt)
- 1934: Hohe Schule (auch Koproduktion)
- 1935: … nur ein Komödiant (auch Produktion)
- 1946: Trügerische Leidenschaft (Deception)
- 1947: Der Pirat (ungenannt)
- 1950: So jung und so verdorben (So Young So Bad)
- 1951: The Last Half Hour: The Mayerling Story
- 1954: Meine Schwester und ich
- 1954: Zwischenlandung in Paris (Escale à Orly)